# مولی رز
مولی رز (انگلیسی: Mollie Rouse؛ زادهٔ ۲۷ نوامبر ۱۹۹۸) بازیکن فوتبال اهل انگلستان است که در میانه زمین برای اسپوکین زفیرFC در سوپر لیگ USL بازی می‌کند.
وی همچنین در تیم‌های ملی فوتبال زیر ۱۷ سال زنان انگلستان, زیر ۱۹ سال زنان انگلستان, زیر ۲۰ سال زنان انگلستان، و زیر ۲۱ سال زنان انگلستان بازی کرده است.